# Þursaflokkurinn
Þursaflokkurinn (Thursaflokkurinn) was een progressieve-rockband uit IJsland uit het eind van de jaren 70, begin jaren 80. Op hun gelijknamige debuutalbum verscheen de vijfkoppige groep nog onder de naam Hinn Íslenski þursaflokkur.
De muziek wordt soms vergeleken met die van Gentle Giant omwille van de originaliteit, onregelmatige en veranderende maat, vreemde ritmes en melodische motieven en afwisseling. In de nummers verschijnt soms een folkinvloed, maar de melodieën hebben soms ook een popgehalte.

## Bezetting
- Ásgeir Óskarsson - drums, percussie
- Tómas Tómasson - bas, orgel
- Egill Ólafsson - zang, piano, akoestische gitaar
- Rúnar Vilbergsson - fagot, trom
- Þórdur Árnason - elektrische en akoestische gitaar

## Discografie
- Hinn Íslenski Þursaflokkur (1978)
- Þursabit (1979)
- Á hljómleikum (1980)
- Gæti eins verið (1982)
- Nútíminn - Bestu lög Þursaflokksins 1978-1982 ("Best Of...") (2000)